# Фелісія Фокс
Елізабет Вентз (англ. Elizabeth A. Wentz, нар. 25 травня 1974, Енон, Огайо, США), відома як Фелі́сія Фокс (англ. Felicia Fox) — американська порноакторка .

## Біографія
Виросла в Еноні, де відвідувала школу Greenon High School. В школі входила до організації Future Farmers of America. В 1992 році закінчила школу. Працювала водійкою автонавантажувача в компанії Emery Worldwide в Міжнародному аеропорту Дайтони, докеркою, манікюрницею і барвумен.
ЇЇ першим порнофільмом став Confederate Cuties # 4.

## Нагороди та номінації
- 2000 Miss Nude Rising Star from Nudes-a-Poppin Festival, Ponderosa Sun Club.
- 2003 Nightmoves Award в категорії «Best National Feature Dancer».
- 2004 AVN Award в категорії «Best Oral Sex Scene in a Video» (за фільм Heavy Handfuls #3)[2].
- 2004 X-Rated Critics Organization Award за «2004 Orgasmic Oralist».
- 2004 номінація на Exotic Dancer Award в категорії «Club Owner Favorite Feature Dancer».
- 2005 номінація на AVN Award в категорії «Best Solo Sex Scene».